# Monechma serotinum
Monechma serotinum là một loài thực vật thuộc họ Acanthaceae. Đây là loài đặc hữu của Namibia. Môi trường sống tự nhiên của chúng là vùng nhiều đá.